# Consell de Highland

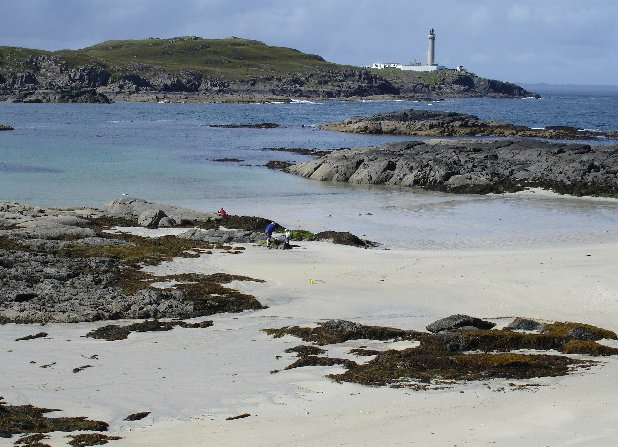
Ardnamurchan Point, a Highland

El Consell de Highland (en gaèlic, (Sgìre Comhairle na Gàidhealtachd, en anglès Highland council), és una entitat de govern local d'Escòcia i del Regne Unit.

## Geografia
El territori del consell comprèn aproximadament un 40% de la regió coneguda com a Scottish Highlands i part de les Hèbrides Interiors (les illes de Skye, Rùm i altres petites illes). Té una extensió de 30.659 km² que el fan el consell més extens d'Escòcia i del Regne Unit. El 2006 tenia 215.300 habitants.
El consell de Highland limita amb els consells de Moray, Aberdeenshire, Perth and Kinross i Argyll and Bute.

## Ciutats i viles
- Alness
- Altnaharra
- Applecross
- Aviemore
- Avoch
- Back of Keppoch
- Ballachulish
- Bettyhill
- Cromarty
- Dalwhinnie
- Dingwall
- Dornoch
- Durness
- Fort Augustus
- Fortrose
- Fort William
- Gairloch
- Glencoe
- Golspie
- Helmsdale
- Invergordon
- Inverness
- John o' Groats
- Kingussie
- Kinlochbervie
- Kinlochleven
- Kyle of Lochalsh
- Mallaig
- Nairn
- Newtonmore
- Nybster
- North Ballachulish
- Plockton
- Portmahomack
- Rosemarkie
- South Ballachulish
- Tain
- Thurso
- Tongue
- Torridon
- Ullapool
- Wick